# Schätzen Sie mal
Schätzen Sie mal! war eine Spielshow im Fernsehen der DDR, die nach der Wende vom MDR übernommen wurde. Der Untertitel der Sendung lautete „Unterhaltungsabend mit mehreren Unbekannten“, sie war eine der ersten erfolgreichen Quizshows in der DDR.
2017 wurde eine Neuauflage der Quizsendung mit Jochen Schropp produziert, die montags bis freitags um 16:15 Uhr im Ersten lief.

## Konzept
Bei Schätzen Sie mal traten drei Kandidaten, die mit X, Y und Z bezeichnet wurden, gegeneinander an. Es galt, Schätzfragen aus verschiedenen Themenbereichen wie Alltag oder Naturwissenschaften so genau wie möglich zu beantworten. Die Fragen konnten dabei auf reinen Umfrageergebnissen („Wieviel Prozent der Fünfjährigen glauben an den Klapperstorch?“), aber auch auf Naturwissenschaften („Wieviele Füße hat ein Tausendfüßler?“) oder Alltags-Schätzungen („Wieviele Quadratzentimeter Haut bedeckt ein moderner Bikini?“) basieren. Außerdem bekam auch das Saalpublikum eine Schätzfrage gestellt. Derjenige aus dem Publikum, der mit seiner Schätzung der richtigen Antwort am nächsten kam, wurde dadurch ebenfalls zum Kandidaten und musste die Berufe von X, Y und Z erraten.
Eine Besonderheit der Sendung war, dass das Publikum immer aus der gleichen Straße stammte.
Schätzen Sie mal war nach mehreren gescheiterten Quizshows im DDR-Fernsehen die erste, die sich beim Publikum behaupten konnte und bis nach der Wende fortgesetzt wurde.

## Sendung
Schätzen Sie mal wurde ab 1974 in den Fernsehstudios Karl-Marx-Stadt (später Chemnitz) produziert. Der erste Moderator der Show war der Hochschullehrer Jürgen Marten. Sein Nachfolger wurde ab 1983 Lutz Hoff, mit ihm wurde die Sendung um Showelemente wie Auftritte von Musikern oder dem Fernsehballett ergänzt. Von 1983 bis 1985 musste außerdem auf Druck der DDR-Regierung in jeder Sendung mindestens eine Frage zum Thema Sowjetunion gestellt werden, diese Rubrik entfiel, nachdem Michail Gorbatschow zum Generalsekretär der KPdSU gewählt worden war. Nach der Abschaltung des Fernsehens der DDR übernahm der Mitteldeutsche Rundfunk die Show. Lutz Hoff blieb Moderator von Schätzen Sie mal bis zur Einstellung im Jahr 1997.